# Наказателно право в България през Средновековието
Значителна част от разпоредбите в първите български законодателни паметници имат наказателно-правен характер. В нито един обаче не се намира една завършена система на престъпленията и наказанията. Нито един закон не обхваща системно и изчерпателно наказателно-правните състави и съответните санкции. Отделните правни блага - живот, чест, собственост и т.н., били вземани под правна защита в различно време, по различен начин и в различна степен.

## Видове престъпления
Като се изхожда от непосредствения обект на посегателство, според средновековното законодателство могат да се посочат следните престъпления:
1. Престъпления против държавата и вярата;
2. Престъпления против телесния интегритет, честта и свободата на личността;
3. Престъпления против нравствеността;
4. Престъпления против собствеността.

### Престъпления против държавата и вярата
Най-старият вид престъпления против държавата са онези деяния, с които се потъпкват основни служебни и поданически задължения, т.е. онези които подлагат на жизнена опасност военната, а с това и държавната организация. Под наказателна отговорност се подлагали и онези пазачи на границите, които са допускали роб или свободен да избяга по някакъв начин през същата стража. Наказание се налагало и на онези, които не са подготвили добре необходимите вещи за сражение. Съгласно обичая на българите, преди да се пристъпи към сражение, бил изпращан един „преверен и преблагоразумен мъж“, които да прегледа всички оръжия, коне и вещи.
Посегателството срещу държавния глава и държавата е било едно от най-тежките престъпления против държавата. Преди приемането на християнството, за престъпление се приемало изповядването на друга религия освен езичеството. След покръстването всяка друга религия освен християнството била забранена. Ересите, вероотстъпничеството, нарушаване на християнските предписания и клетвопрестъпничеството са били сериозни престъпления против вярата.

### Престъпления против телесния интегритет, честта и свободата на личността
Убийството е най-тежкото престъпление, то се дели на умишлено и неумишлено. Аборта и телесните увреждания са престъпления, които се нареждат с голяма тежест след убийството. Клеветата и обидата унизяват съзнателно честта и достойнството на дадено лице. Лишаването от свобода е престъпление, което принуждава, упражнява физическа сила и заплашва личността. Отвличането на мъж или жена е престъпление против сигурността на гражданите и установения ред в обществото.

### Престъпления против нравствеността
Изнасилването е най-тежкото престъпление против половата неприкосновеност на жената и старобългарското право му отделя съответно на значението му място. Визират се изнасилване на девствена девойка и на чужда годеница. Кръвосмешението е едно от честите престъпления по това време, тъй като вярата все още не е била достатъчно възприета. Браковете между кръвни и духовни родственици се смята за кръвосмешение. Прелюбодеянието е престъпление, на което старобългарските правни паметници отделят голямо внимание. Това е най-тежкото престъпление против брачния съюз.
Блудството и дружество са също тежко назазуеми престъпления. Блудството според старобългарските паметници е установяване на плътска връзка с неомъжена жена, такава връзка може да осъществи както жененият така и нежененият мъж. Според християнската религия истински брак бил само моногамния и тя предвижда епитимия за второбрачни, третобрачни и многобрачни, поради това дружеството е сериозно престъпление против нравствеността.
Към противоестественото блудство спадат скотоложството и педерастията. Сводничеството в съвременния смисъл на думата не е известно на средновековното българско право. Предвижда се случая, когато съпруг се съгласява и допуска прелюбодеяние на собствената си съпруга.

### Престъпления против собствеността
Това са грабеж и разбойничество, кражба, светокрадство и повреда на чужд имот. Светокрадството е кражба от свещено място като църквата, предметът на защита е религията и порядките свързани с нея. В средновековна България повредата на чужд имот е разпространено престъпление, това е противозаконно посегателство върху правото на собственост чрез увреждане или разрушаване на конкретния му предмет.

## Видове наказания
Според тези престъпления има и съответните видове наказания:
1. Светски наказания;
2. Духовни наказания.

### Светски
Светските са смъртно наказание, членовредително наказание, опозорителни наказания, заточение, конфискация, затваряне в тъмница и глоби.

### Духовни
Освен светските наказания в средновековните правни паметници се срещат и духовни. Това са проклинянето, отлъчването от църквата (афоризмо) и анатемата. Наказанието отлъчване от църквата се състои в това, че съгрешилият се лишава повече или по-малко от общуване в църквата с останалите християни, т.е. подлага се на епитимия. Анатемата е окончателно изключване на провинилото се лице от църковния съюз и се налага за най-тежки престъпления против църквата. Прилагат се духовни наказания заедно със светски.